# A.N.S.W.E.R.

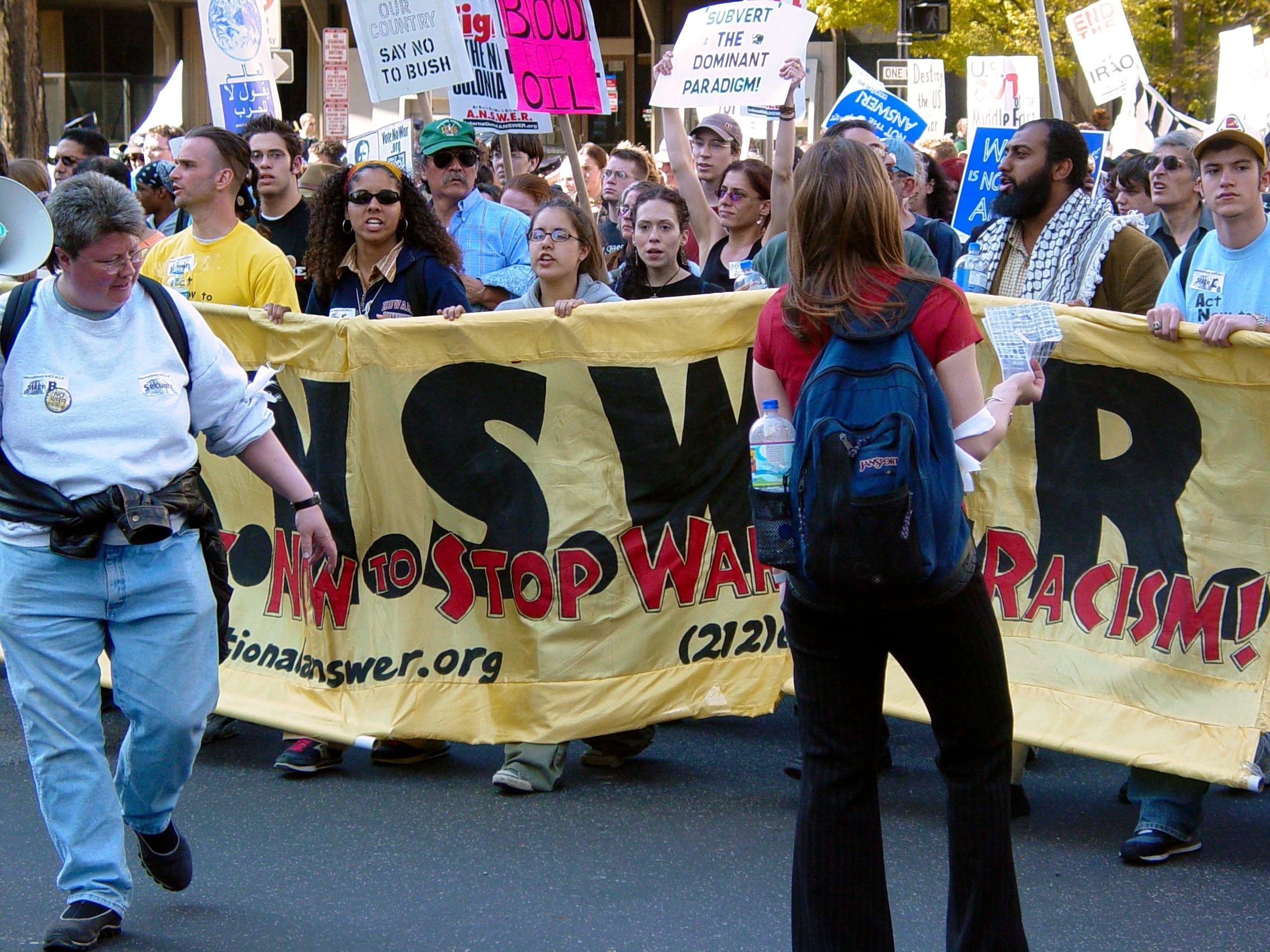
Manifestazione A.N.S.W.E.R.

Act Now to Stop War and End Racism (A.N.S.W.E.R.) – chiamata anche International ANSWER e ANSWER Coalition – è un'organizzazione statunitense di protesta che ha preso parte al movimento contro la guerra dopo gli attentati dell'11 settembre 2001. Si caratterizza come anti-imperialista. Ha presenti alla sua guida marxisti, socialisti, avvocati per i diritti civili e associazioni della sinistra musulmana, araba, palestinese, Filippina, Haitiana e Latinoamericana. Molti fondatori erano del Workers World Party (WWP) e ora sono nel Party for Socialism and Liberation (PSL). Tra i suoi membri più noti c'è l'attivista Michael Prysner, ex soldato in Iraq e in Afghanistan.

## Mobilitazioni
La prima grande azione è "Anti-War, Anti-Racist" il 29 settembre 2001 a Washington cui hanno preso parte circa 8000 persone. Il 26 ottobre hanno fatto due manifestazioni contro la decisione del Congresso di finanziare la guerra in Iraq, una a Washington, D.C. con duecentomila persone, l'altra a San Francisco con 100'000. Sempre in queste due città il 28 gennaio 2003 hanno portato in piazza 200'000 persone per ciascuna.
Ancora proteste nell'ottobre 2005 contro la guerra in Iraq hanno coinvolto centomila persone. Ha partecipato alla March for Women's Lives dell'aprile 2005. Insieme all'UFPJ (United for Peace and Justice) hanno organizzato una protesta a Washington D.C. cui hanno partecipato 300'000 persone.

## Composizione
Queste sono le associazioni che fanno parte di ANSWER Coalition
- Alliance for Just and Lasting Peace in the Philippines
- Free Palestine Alliance — U.S.
- Haiti Support Network
- Kensington Welfare Rights Union
- Korea Truth Commission
- Muslim Student Association — National
- Mexico Solidarity Network
- Nicaragua Network
- Partnership for Civil Justice — LDEF
- Party for Socialism and Liberation
- IFCO/Pastors for Peace